# Can Verdaguer (Pontós)
Can Verdaguer és una casa gòtica de Pontós (Alt Empordà) inclosa a l'Inventari del Patrimoni Arquitectònic de Catalunya.

## Descripció
Casa aïllada a cinquanta metres de l'església. Dona a la plaça i al carrer de la Creu. A la façana destaca el portal adovellat, de pedra calcària, amb la data 1760 a la clau. A banda i banda del portal hi ha dues balconades d'arc conopial, amb decoracions d'arabesc calat i dos bustos en baix relleu a l'altura de la línia d'impostes, d'on arrenca el guardapols.
De la façana que dona al carrer de la Creu destaquen quatre balcons rectangulars amb balconada i quatre finestres en el pis superior.
El ràfec és de dues filades de rajoles i fues de teula. A les rajoles hi ha decoració de triangles vermells sobre fons blanc.